# 損害保険ジャパン
損害保険ジャパン株式会社（そんがいほけんジャパン、英: Sompo Japan Insurance Inc.）は、 東京都新宿区西新宿に本社を置く、日本の大手損害保険会社。SOMPOホールディングスの中枢を担う企業である。
略称は「損保ジャパン」（そんぽジャパン）。ブランドスローガンは「Innovation for Wellbeing」。

## 概要
2002年7月、安田火災海上保険と日産火災海上保険の合併により初代株式会社損害保険ジャパンが発足、同年12月には経営再建中だった大成火災海上保険を合併した。

損害保険ジャパン（初代）のロゴマーク

2006年に金融庁より「業務運営が営業偏重となっている」と指摘され、保険金の支払い漏れ等のため業務停止処分が下されている（後述）。
2010年4月に日本興亜損害保険と共同株式移転により持株会社のNKSJホールディングスを設立。2014年9月には日本興亜損保と合併し、損害保険ジャパン日本興亜株式会社（英: Sompo Japan Nipponkoa Insurance Inc.）が発足。単体の損害保険会社としては日本国内最大となった。合併と同時に、持株会社も損保ジャパン日本興亜ホールディングスに商号変更（2016年10月にSOMPOホールディングスに再度商号変更）するなど、一部のグループ会社も「損保ジャパン日本興亜」を冠した商号に変更された。旧社の社名を列挙したもので分かりやすいものの、「ジャパン」と「日本」など本来同じ意味を持つ名詞が含まれたため、重複感は否めず「長すぎる社名」として、インターネット上など一部で話題になっていた。
2020年4月にこの「長すぎる社名」を短くするため、損害保険ジャパン日本興亜の前身の一つであった社名を引き継ぎ、2代目損害保険ジャパン株式会社へ商号変更された。この商号変更により、略称・英文社名・ホームページのアドレスは初代損害保険ジャパン時代のものが引き継がれたが、シンボルマークは損害保険ジャパン日本興亜発足時に使用していた赤丸とプラチナの環を組み合わせたシンボルマークに「SOMPO」ロゴを組み合わせたものとなり、「損保ジャパン」の社名ロゴも損害保険ジャパン日本興亜で使用していた書体が引き継がれ、スローガンも損害保険ジャパン日本興亜で使用していた「保険の先へ、挑む。/Innovation for Wellbeing」が継続使用されている。2021年から３年間の中期経営計画の発表と同時にブランドスローガンは和文も含め「Innovation for Wellbeing」に統一された。
1987年に、損保ジャパンの前身である当時の安田火災海上保険が、約53億円でゴッホの「ひまわり」を落札した（詳細は後述）。

## 沿革
本節では、初代損害保険ジャパンの発足から損害保険ジャパン日本興亜を経て、2代目損害保険ジャパンまでの沿革を述べる。日本興亜損害保険の沿革は日本興亜損害保険を参照。
損害保険ジャパン（初代）発足まで
- 1887年（明治20年）7月23日 - 有限責任東京火災保険会社設立（社長唯武連）[8]。
- 1888年（明治21年）10月1日 - 営業開始[9]。
- 1893年（明治26年）
  - 6月 - 東京火災海上保険株式会社に社名変更。
  - 9月 - 帝国海上保険株式会社設立。
- 1896年（明治29年） - 3月、日本海上保険設立（社長広海二三郎）[注釈 1]。
- 1900年（明治33年） - 帝国海上保険が、帝国海上運送保険株式会社に商号変更。
- 1902年（明治35年） - 帝国海上運送保険が、帝国海上運送火災保険株式会社に商号変更。
- 1907年（明治40年）- 1月、東京火災保険が、東京火災海上運送保険株式会社に商号変更。
- 1908年（明治41年）- 8月、第一機関汽罐保険株式会社設立。
- 1911年（明治44年）- 5月、日本傷害保険株式会社設立[注釈 2]。
- 1913年（大正2年）- 8月、東京火災海上運送保険が、東京火災保険株式会社に商号変更。
- 1919年（大正8年）- 3月、太平洋海上火災保険が設立（社長柳沢保承）[注釈 2][注釈 3]。12月、日本傷害保険が、日本傷害火災海上保険株式会社に商号変更[注釈 2]。
- 1920年（大正9年）- 4月、大成火災海上保険株式会社設立。
- 1922年（大正11年）3月 - 日本傷害火災海上保険が、中央火災傷害保険株式会社に商号変更[注釈 2]。
- 1926年（大正15年）8月 - 帝国海上運送火災保険が、帝国海上火災保険株式会社に商号変更。
- 1930年（昭和5年）11月 - 第一機関汽罐保険が、第一機罐保険株式会社に商号変更。
- 1936年（昭和11年）3月 - 中央火災傷害保険が、中央火災海上傷害保険株式会社に商号変更[注釈 2]。
- 1937年（昭和12年）6月 - 中央火災海上傷害保険が、日産火災海上保険株式会社に商号変更。
- 1941年（昭和16年）- 7月、日本損害保険協会設立。
- 1942年（昭和17年） - 東京火災保険が、東京火災海上保険株式会社に商号変更。
- 1943年（昭和18年）- 2月、東京火災海上保険株式会社が、東洋火災保険株式会社を、帝国海上火災保険株式会社が、第一火災海上保険株式会社をそれぞれ合併。
- 1944年（昭和19年）2月 - 東京火災海上保険株式会社・帝国海上火災保険株式会社・第一機罐保険株式会社の3社が合併し、安田火災海上保険株式会社が発足。4月、日産海上火災保険が太平洋海上火災保険を吸収合併。
- 2002年（平成14年）
  - 4月 - 安田火災海上保険株式会社が第一生命保険相互会社（創立者柳沢保恵、現・第一生命ホールディングス株式会社）の損保子会社であった第一ライフ損害保険株式会社を合併。
  - 5月 - 安田火災海上保険株式会社が株式会社クレディセゾンと包括業務提携を締結。

損害保険ジャパン（初代）から損害保険ジャパン日本興亜の発足まで
- 2002年（平成14年） 7月 - 安田火災海上保険株式会社と日産火災海上保険株式会社が合併して株式会社損害保険ジャパン（初代）が発足。12月 、損害保険ジャパンが大成火災海上保険株式会社を合併。
- 2003年（平成15年）4月 - 株式会社クレディセゾンの子会社であるセゾン自動車火災保険株式会社の株式の一部を取得し、同社の筆頭株主となる。
- 2004年（平成16年）4月 - 日立キャピタル株式会社（現・三菱HCキャピタル株式会社）の子会社である日立キャピタル損害保険株式会社（現・キャピタル損害保険株式会社）の株式の一部を日立キャピタル株式会社（現・三菱HCキャピタル株式会社）から取得し、関連会社化する。
- 2006年（平成18年）5月 - 平野浩志社長（当時）が、保険金不払いに伴う行政処分の責任を追及され、引責辞任。
- 2008年（平成20年）11月 - 環境省の「エコファースト制度」に認定。
- 2009年（平成21年）7月 - セゾン自動車火災保険株式会社の株式を追加取得し、同社を連結子会社化する。
- 2010年（平成22年）4月1日 - 日本興亜損害保険株式会社との株式移転により持株会社であるNKSJホールディングス株式会社（現・SOMPOホールディングス株式会社）を設立し、経営統合[2]。
- 2012年（平成24年）
  - 3月23日 - 関係当局の認可等を前提に2014年度上半期を目途に日本興亜損害保険株式会社と合併し、損害保険ジャパン日本興亜株式会社とすることをこの日各社で行われた取締役会で決議し、合併基本合意書を締結したことを発表[10]。
  - 8月13日 - 投資事業有限責任組合を通じての介護サービス事業への参入を発表し、株式会社シダーと資本・業務提携契約を締結[11]。
- 2013年（平成25年）
  - 3月8日 - 日本興亜損害保険株式会社との合併日を9月1日とすることを発表[12]。
  - 4月1日 - 前述の合併に先立ち、日本興亜損害保険株式会社との一体化運営（実質合併）を開始[12]。
- 2014年（平成26年）
  - 8月1日 - 損保ジャパン・ディー・アイ・ワイ生命保険株式会社の全株式を第一生命保険株式会社（現・第一生命ホールディングス株式会社）へ譲渡（損保ジャパン・ディー・アイ・ワイ生命保険株式会社は同年11月25日にネオファースト生命保険株式会社へ商号変更する）[13][14]。
  - 8月27日 - 金融庁から保険業法に基づく合併の認可を取得[15]。
  - 9月1日 - 日本興亜損害保険株式会社と正式に合併し、損害保険ジャパン日本興亜株式会社に商号変更[16]。

損害保険ジャパン日本興亜の発足から損害保険ジャパン（2代目）への商号変更以降
- 2015年（平成27年）10月1日 - 株式会社日立製作所との合弁により、当社のシステム刷新を専門に担うシステム開発会社SOMPOシステムイノベーションズ株式会社を設立[17]。
- 2019年（平成31年）
  - 3月6日 - 少額短期保険事業を担う子会社として、Mysurance株式会社を設立[18]。
  - 3月19日 - 株式会社シダーとの資本・業務提携契約を解消[19]（なお、SOMPOホールディングスグループにおける介護事業はSOMPOケア株式会社が担っている）。
- 2020年（令和2年）
  - 4月1日 - 商号を「損害保険ジャパン株式会社」（2代目）に変更[4]。
  - 8月 - SOMPOインターナショナルホールディングスが英国ロイズのシンジケートから脱退し、再保険会社を英国のエンデュランス・ワールドワイド・インシュランス（英語版）としてその傘下に入る[20][21]。
- 2020年（令和2年）
  - 株式会社トレードワルツに出資[22]。
- 2021年（令和3年）6月1日 - 保険商品で初となるマイカーを手放したユーザーニーズに特化したドライバー保険「UGOKU（移動の保険）」を発売[23]。
- 2022年（令和4年）6月27日 - SOMPOHDは、定時株主総会をもって子会社の損保ジャパンから社外取締役をなくした[24]。同日（株主総会終了直後か）に当時の損保ジャパン社長の白川は役員に「兼重社長のコメントを信頼するとしての、DRS解禁日の検討をよろしくお願いします」とのメールを送り、22年7月6日の役員ミーティングでビッグモーターへの入庫再開を決めることにつながっていった[25][26]。
- 2023年（令和5年）10月2日 - セゾン自動車火災保険株式会社を完全子会社化（2024年(令和6年)10月1日付でSOMPOダイレクト損害保険株式会社へ社名変更する）[27]。

## 運営母体について

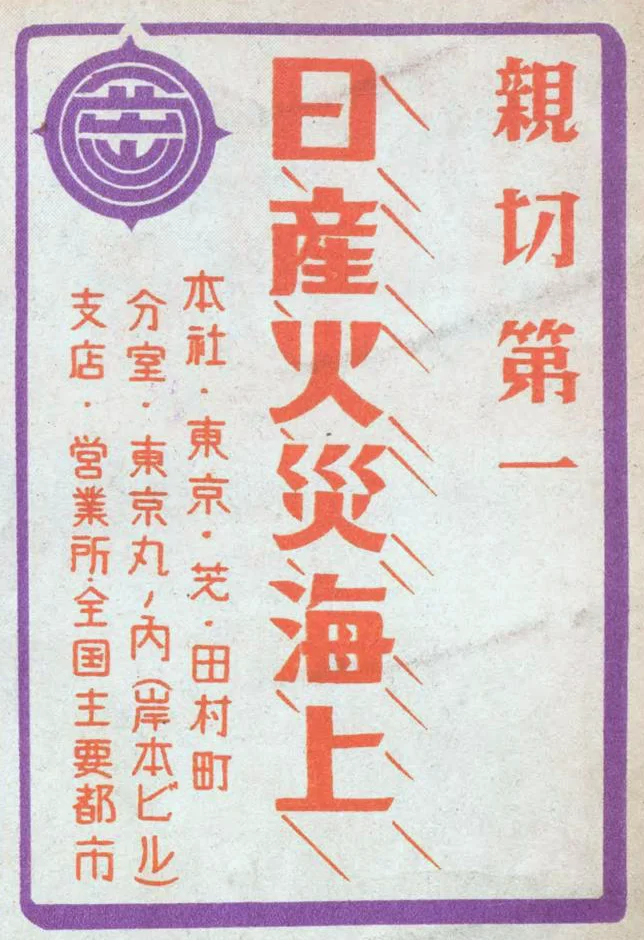
日産火災海上保険 1950年の広告

安田火災海上保険（やすだかさいかいじょうほけん）
安田財閥に属した損害保険会社。但し、もとより設立に関与したわけではなく買収してからこの社名にしたため、同じ旧安田系の日動火災海上保険や安田生命保険との関係は深くはなかった。
第一ライフ損害保険
損保部門に空きができた第一生命保険と相互補完を目的に提携し、同社損保子会社であった第一ライフ損害保険も同時に併合している。尚、第一生命とは融資・人事面での関係はあったが近年ほど緊密ではなかった。
日産火災海上保険（にっさん-）
日産コンツェルンに属した損害保険会社。日産春光グループ（日立・日産グループ）。日産自動車の販売会社に強いと言われたが、実際は安田火災が芙蓉グループ繋がりで相当食い込んでいた。勧銀十五社会に所属。また、主力行が興銀だったため日立・日本生命・第一生命との関係が元より強い。
大成火災海上保険（たいせい-）
古河財閥に属した損害保険会社。1920年に日本統治下の台湾で創業したが、敗戦により実質解散となり、1950年に東京で第一銀行・朝日生命保険らの出資により新たに設立。古河グループ・古河三水会に所属。火消しをモチーフにしたマスコットキャラクター「たいちゃん」があった。2001年時点の業容は直販型損保と生保系損保を除くと最も小さく、再保険の引き受けが多かった。
2001年9月11日のアメリカ同時多発テロ事件発生により、アメリカの再保険ブローカーフォートレス・リー社と締結していた航空機の再保険契約に対する約700億円の保険金支払いが発生。この類の再保険は日産火災やあいおい損害保険など同業中堅他社が多く引き受けており財務上の影響が生じたが、大成火災は支払い見込みを同年の中間決算に織り込むと約400億円の債務超過状態となり、同年11月22日に再保険支払が債務不履行として会社更生特例法（一般企業の会社更生法相当）を申請して倒産。負債総額は約4000億円。同社のコマーシャル・ペーパーを組み入れていた三洋投信委託の中期国債ファンドがデフォルトにより元本割れを引き起こしたことで、実質元本保証という公社債型投資信託の神話が崩れ、保有する個人投資家や投資信託を取り扱う証券業界においては混乱が生じた。
2001年11月、住宅金融公庫の特約火災保険、地震保険に於いて大成火災の会社更生法適用申請により、第一火災経営破綻と同様に共同保険での大成火災引き受け割引22.97%が保険金支払いで削減される事態となり、保険契約者に大きな動揺を与えた。行政による保険会社の護送船団方式は完全崩壊した。なお、特約地震保険は損害保険契約者保護機構が全額補償することとなり保険金削減には至っていない。
安田・日産・大成の3社合併は安田と日産の2社合併に変更となった。安田火災が再建スポンサーとなり、積立型損害保険契約の条件変更（積立部分の削減）などを行い、再保険部門を大成再保険に分割した上で2002年に更生計画を終結。同年12月に損保ジャパンに吸収合併となり消滅した。

## 企業グループについて
損害保険ジャパン（初代）は、安田火災海上保険と日産火災海上保険の合併により発足したが、安田海上火災保険はみずほ銀行の前身の一つである旧富士銀行の取引企業で構成された芙蓉グループに、日産火災海上保険は日産コンツェルンを源流とする日立・日産系の企業で構成された春光グループの春光懇話会にそれぞれ所属しており、合併によりこの2つの企業グループに所属している（春光懇話会にはNKSJホールディングス〈現・SOMPOホールディングス〉への経営統合の際に日本興亜損害保険も所属していた）。
安田火災海上保険が再建スポンサーとなり、更生計画を終結させた大成火災海上保険はみずほ銀行の前身の一つである旧第一勧業銀行の取引企業で構成された古河グループおよび第一勧銀グループに所属しており、2002年12月の合併により、同グループにも所属するようになった。
日本興亜損害保険は2001年4月に日本火災海上保険と興亜火災海上保険の合併によって発足し、2002年4月に太陽火災海上保険を吸収合併しているが、3社とも三菱UFJ銀行の前身の一つである旧三和銀行の取引企業で構成された三和グループのみどり会に所属しており、統合後も引き続き所属していたが、2014年9月の損害保険ジャパン日本興亜発足時に新たに所属するようになった。
このような経緯から、現在の損害保険ジャパン（2代目）は、芙蓉グループ・春光グループ・古河グループ・第一勧銀グループ・三和グループの5つの企業グループに所属している。そのため、みずほフィナンシャルグループおよび三菱UFJフィナンシャル・グループと結び付きをもつ。

## 主力商品
個人向けの保険商品は、2014年9月の損害保険ジャパン日本興亜発足時に損害保険ジャパン（初代）や日本興亜損害保険では保険商品ごとに異なっていたブランド名を統一し、「THE（ザ）」シリーズとして展開している。
- 個人向け
  - THE クルマの保険（個人用自動車保険）
  - UGOKU（移動の保険） - ドライバー保険に移動保険に関する特約を付加した契約。インターネット加入並びにクレジットカード払限定
  - THE すまいの保険（個人用火災総合保険）
  - THE 家財の保険（賃貸住宅入居者専用火災保険）
  - off!（新・海外旅行保険） - なお、法人向けには「海外旅行総合保険企業包括」もセットにしたパッケージ商品「off! 企業パッケージ」が用意されている。
  - THE カラダの保険（個人用傷害所得総合保険） - 「THE ケガの保険」に所得の補償（就労不能による収入減）まで範囲を拡げ、傷害・賠償・所得リスクに関する保険を1つにパッケージ化した商品。本商品の発売に伴い、傷害総合保険の「THE ケガの保険」は団体契約のみとなる。
  - スマホでピタッと充実保険 入院パスポート（健康生活サポート保険）※クレジットカード払限定
- 法人向け
  - ビジネスマスター・プラス（事業活動総合保険）
  - SGP（一般自動車保険）
  - ボイラ保険 - その名の通り、ボイラや圧力容器に発生した事故による損害を補償する保険商品。希望によりボイラー及び第一種圧力容器の性能検査も実施される。当社の前身の一つである第一機関汽罐保険で取り扱いを開始してから100年以上の歴史があり、日本国内では当社のみで取り扱う独自の保険商品でもある。
  - 商賠繁盛（しょうばいはんじょう、賠償責任保険） - 業種ごとに必要な補償をパッケージ化した保険商品。工事業・運送業・製造業・販売業・飲食業・サービス業の6業種に対応している（以前はIT事業も設定されていたが、2019年7月31日をもって販売を終了し、同様の補償内容をもつサイバー保険にて対応する）。
  - L-Pack（物流業者包括賠償責任保険）

## 本社ビル
西新宿の「損保ジャパン本社ビル」に本社を置いている。これは元々旧安田火災の本社として淀橋浄水場跡地に1976年に建設された超高層ビルで、末広がりの外観から「スカートビル」とも、「パンタロンビル」とも呼ばれる。2014年9月1日の日本興亜損保との合併に伴い、ビル名も「損保ジャパン日本興亜本社ビル」に変更されたが、2020年4月1日の社名変更で再度「損保ジャパン本社ビル」の名称に復した。
開業時より、ビル内には旧安田火災と縁が深かった東郷青児の美術作品コレクションを展示する東郷青児美術館が設けられた。当美術館は名称変更やビルに隣接する形で建設された新美術館への移転を経ながら、2023年現在も「SOMPO美術館」の名称で先述した作品群や「ひまわり」などを展示している。

## 過去の処分など
2005年9月27日、損保16社による保険金の不当な不払いが大量にあったことが発表され、同社もその中に含まれていた（1回目の不払い発覚）。同年11月25日、新たに加えられた10社を含めた26社中の1社として、金融庁から業務改善命令の行政処分を受けた。
2006年5月、保険金の不当な不払いや違法な勧誘などを始めとした諸問題のため、全社2週間の業務停止命令（但し山口支店は検査時に顧客名義の印鑑を大量に廃棄して証拠隠滅していたことが発覚したため1ヶ月の営業停止）を受けるに至った。
具体的には次の事項など、不正は保険の「募集」「引き受け」「支払い」「監査」等ほぼ全業務に及んだ。
1. 大量の保険金不払いが検査によって発覚し、顧客に支払うべき保険金を公平かつ適切に支払う社内体制が整えられていないことが露見した。
2. 顧客の求めに応じて、保険会社自らが真正な保険証券とは異なった契約条件を記した偽の保険証券を作成する不正が行われていた。管理体制の不備によって会社はこの不正行為を長い間把握していなかっただけでなく、発覚後もなお適切な対応をしようとしなかった。
3. 過大な営業ノルマを課したため、法令違反となることを知りつつ社員が自ら保険料支払っている事例が多数あった。さらに社長自身がノルマ達成を迫るメールを社内に大量送付していた。
4. 顧客の名前の印鑑や印鑑をトレーシングペーパーに写したものを大量に保有し、それを不正に使用して無断で再契約書面の偽造を行ったり、顧客の意思を確認しないまま保険申込書や保険金請求書等に勝手に押印したりしていた事例があり、それが金融庁への大量の苦情を生んでいたにもかかわらず、具体的な対策をとらなかったこと

平野浩志前社長は、最終的には辞職に追い込まれたが、ノルマ達成を社員に迫るメールを自分の名前で発信するなどの事実があったにもかかわらず、当初は自らは事件とは無関係として最後まで引責辞任を否定していた。また、辞任後も会長としてとどまり、社内に院政を布こうとしたことがマスコミから激しく批判され、結局会長職につくことはできず、関連企業も含めたすべての役職を辞すこととなった。しかし職員に500人以上の処分者を出しながら、社長以下役員は役員報酬の「自主返上」に留まり、ノルマによって職員を不正に追い込んだ当事者たちは、最後まで「公式な処分」で自らを律することはなかった。
この異例の厳罰について2006年5月26日付け読売新聞によると、金融庁幹部は「保険金を払うのは保険会社の最も基本的な機能。当局が監視しているからではなく、会社が責任をもって経営管理体制を取るべきだ」とコメントし、悪質な違法行為が判明した後も、原因究明や対策などに取り組まない無責任な企業体質を特に問題視していることを強調したとされる。1ヶ月後の三井住友海上火災保険のケースとともに問題となった。その後、損保ジャパンは2009年11月6日付で金融庁から、十分な改善措置が講じられたと認められたため、業務改善計画に係わる履行状況の報告義務を解除された。
その後、損保業界では新たに第三分野保険に関連する不当な不払いが発覚（2回目の不払い発覚）。同社は本件について2006年10月31日付けで調査結果を発表する。この時点で判明していたものは、件数で975件、金額で2億7000万円という結果であった。
このように、次から次へと新たな不当不払い事案が明らかになり、問題の終息が感じられないことを重く見た金融庁が、2006年11月17日に損保各社に不払いの再々調査を指示。同社は2007年4月末までに調査が完了すると発表し、同年4月27日に調査結果を発表。これによると、新たに1万9009件金額にして約17億円の不払い（3回目の不払い発覚）が確認され、合計で4万8495件、金額にしておよそ33億8300万円の不払いとなった。
保険金不払い事案以外では、2006年12月10日に2×4工法の建築物に対する火災保険料を取りすぎていた問題が発覚している。
2007年7月、損保ジャパンおよび子会社の顧客などの個人情報約3,000人分が、ファイル交換ソフト「Winny」によりネットワーク上に流出した。
2007年10月25日には、損保ジャパンを相手に保険金支払いを求めて提訴していた岡山市内の司法書士が、全額の支払いを命じた岡山地裁の判決に基づき同社岡山支店に強制執行をかけたため、執行官によって支店の現金及び机と椅子約200組などを差し押さえられる椿事が発生した。生損保業界において、保険金不払いが原因で顧客から営業拠点に対する強制執行に発展した事態はかつて例がない。
2010年7月12日、旧日本興亜の株主が、旧日本興亜の社長を相手取り、損害賠償請求訴訟を起こす。理由は、2009年12月1日に招集された日本興亜損保の臨時株主総会の株主総会参考資料には、法令で記載が義務づけられている「当該事業年度末日以降に生じた会社財産に重大な影響を与える事象」の内容として、経営統合の相手方の損保ジャパンが2009年5月27日に金融保証保険に係る損失を補填するために発行した1,280億円の劣後債についての記載がなかったため、経営統合の際の合併比率が不利になったため。
2010年12月21日、1700件、5億6000万円の保険金不払いがあったことを発表した。
2011年夏、東日本大震災の損害査定において、損害保険登録鑑定人の資格を持たない者に損保ジャパンが調査を行わせていたことが報道された。
2011年12月、東日本大震災の数日後に起きた自宅の火災に保険金が下りないのはおかしいとして、宮城県気仙沼市の住民3人が21日、損保ジャパンなどに支払いを求める訴訟を仙台地裁気仙沼支部に起こした。
2012年6月22日、名前や銀行口座など延べ40万6632人分の顧客情報が記録されたCD-ROM2枚を紛失したと発表した。
2013年10月4日、高松で顧客名簿を紛失したと発表。
2014年12月、合併前の損害保険ジャパンで自動車保険料の取りすぎが最大で6478件あったと発表した。
2015年2月、2729人分の顧客情報を紛失したと発表した。氏名や住所、電話番号、金融機関の口座情報のほか、けがの状況など事故情報を記載した保険金支払い関連書類を紛失した。
2023年6月20日、損害保険ジャパンなど4社に対し、東急向けの火災保険料を事前に調整したとして、金融庁が報告徴収命令を出していた事が分かった。同年12月26日、業務改善命令を受ける。
- 同年12月19日、公正取引委員会は企業向け保険でカルテルを結んだとして、損保ジャパンを含む損保4社に私的独占の禁止及び公正取引の確保に関する法律（独占禁止法）違反容疑で立ち入り検査した。対象となった契約は京成電鉄、コスモエネルギーホールディングス、シャープ、JERA、東京都、エネルギー・金属鉱物資源機構との損害保険契約。
- 2024年10月31日、公正取引委員会は上記6法人に先述の東急と警視庁、仙台国際空港を加えた9法人の保険契約においてカルテルおよび談合があったと認定し、損保ジャパンを含む損保4社および一部案件での仲介役とされる保険代理店の共立に対し排除措置命令を出すと共に、損保4社には合計20億7164万円（うち損保ジャパンは6億4798万円）の課徴金納付命令を出した。2024年11月7日、経済産業省は上記の処分を受けるかたちで、損保4社および共立に対し同日より一定期間の補助金交付等の停止および契約に係る指名停止等措置を執った。期間は損保ジャパンを含む損保3社は2025年3月22日まで、その他2社は同年2月6日までとなっている。

2023年7月、ビッグモーターの保険金不正請求に絡み損害保険業7社に金融庁から報告徴求命令、同年9月には立ち入り検査を受ける。
報告徴求命令などに至る経緯や詳細についてはビッグモーター#修理費水増しによる保険金不正請求を参照。
- 損保ジャパンは2011年以降ビッグモーターへ計37人の出向者を派遣しており、また過去にビッグモーターの株式を保有していたこと、ビッグモーター副社長（当時）の兼重宏一が損保ジャパンの前身企業の一つである日本興亜損害保険に過去在籍していたことなど、密接な関係があったことが報道された。また、出向社員からは一連の不正請求について、報道以前からの報告があったことが判明し、またその際に詳細な調査をせず取引を再開していたこと、金融庁に対して虚偽報告を行っていたことが判明した。金融庁は、保険業法に基づく報告徴求命令を出すことも視野に、運営実態の調査を開始した。
  - 調査の打ち切りと取引再開については、一部役員による調査継続の意見に対し、白川氏が関係維持を優先し取引を再開するよう主張したとされている。

- 損保ジャパンは当初「不正を認識していた出向者はいない」と説明していたが、7月25日に、報道以前から出向者からの報告があったことを認めた。
- 損保ジャパンは2019年より、ビッグモーターを信用度が一定に達していることを示す「簡易査定」の対象とし、書面のみでの簡略化された査定を行っていたことも判明しており、金融庁から詳しい報告を求められている。
- 2023年9月8日、記者会見において、白川儀一社長が辞意を表明。社長の退任時期については「後任者へのしっかりとした引き継ぎが完了した時期」としている。
- 2023年9月19日、金融庁が損保ジャパンに立ち入り検査を行った。

2024年1月、金融庁による損保ジャパンと親会社のSOMPOホールディングス（前年11月から調査開始）への調査が終了。同月25日、両社に対し業務改善命令の行政処分が下される。損保ジャパンについては「内部統制が崩壊している」、SOMPOホールディングスについては「損保ジャパンに対する経営管理が機能していない」などと評され、3月までに改善計画を提出するよう求められている。

## 主な子会社
本節では損害保険ジャパンの子会社を述べる（全て株式会社である）。親会社であるSOMPOホールディングスの子会社はSOMPOホールディングス#主な傘下企業を参照。
なお、2016年10月に当社親会社の損保ジャパン日本興亜ホールディングスがSOMPOホールディングスへ社名変更したことに伴って、当社子会社の一部も同じ日に「SOMPO」を冠した社名に、2020年4月に当社が損害保険ジャパン（2代目）へ社名変更したことに伴って、「損保ジャパン日本興亜」を冠していた子会社が「損保ジャパン」を冠した社名に順次変更されている。
損害保険事業
- SOMPOダイレクト損害保険

クレディセゾンとの共同出資のセゾン自動車火災保険が前身。主にダイレクト販売を行う。2019年7月1日に旧日本興亜損害保険の傘下であったそんぽ24損害保険を合併した。
- 損保ジャパンDC証券

確定拠出型年金事業。2014年9月1日に損保ジャパン日本興亜DC証券株式会社へ商号変更されたものの、2020年4月1日に以前の社名に戻る。
- Mysurance

少額短期保険事業。
- キャピタル損害保険

三菱HCキャピタルとの共同出資。従業員の長期の休職に伴う所得減少を補償する保険を専門に取り扱う。当社の持分法適用会社。
ローン・クレジット事業
- SOMPOクレジット

2014年9月1日に損保ジャパン・クレジットから損保ジャパン日本興亜クレジットへ商号変更。2017年2月1日に現社名へ再度商号変更。
保険関連事業
- SOMPO企業保険金サポート - 保険事故調査、損害てん補金の計算・支払・代位求償手続事業

2014年（平成26年）9月1日に損保ジャパン企業保険サービスと日本興亜マリンサービスが合併し、損保ジャパン日本興亜企業保険金サポートが発足。2016年（平成28年）10月1日に現社名商号変更。
- SOMPOコミュニケーションズ - コールセンター・教育研修事業

2014年（平成26年）9月1日に損保ジャパン・ハートフルラインと日本興亜ホットライン24が合併し、損保ジャパン日本興亜まごころコミュニケーションが発足。2016年（平成28年）10月1日に現社名に商号変更。
- SOMPOビジネスソリューションズ - 保険代理店向け総合コンサルティング事業

2014年（平成26年）9月1日に損保ジャパン代理店サポート、損保ジャパン人材開発、日本興亜エージェンシーサービスが合併し、損保ジャパン日本興亜ビジネスソリューションズが発足。2016年（平成28年）10月1日に現社名に商号変更。
事務代行・システム関連事業
- SOMPOビジネスサービス - 保険事務処理代行事業。

2011年4月1日に損保ジャパン情報サービスと日本興亜ビジネスサービスが合併し、NKSJビジネスサービスを発足。2014年9月1日に損保ジャパン日本興亜ビジネスサービスへ商号変更し、2016年10月1日に現社名に再度商号変更。
- SOMPOシステムズ - システム開発・保守事業

2011年4月1日に損保ジャパン・システムソリューションとエヌ・ケイ・システムズが合併し、NKSJシステムズを発足。2014年9月1日に損保ジャパン日本興亜システムズに商号変更し、2016年10月1日に現社名に再度商号変更。
- SOMPOシステムイノベーションズ - システムの刷新を専門に担うシステム開発・保守事業

日立製作所との合弁会社
人材派遣・職業紹介事業
- 損保ジャパンキャリアビューロー

2020年4月1日に損保ジャパン日本興亜キャリアビューローから商号変更。
調査・研究（シンクタンク）事業
- SOMPO未来研究所

2014年9月1日に損保ジャパン総合研究所から損保ジャパン日本興亜総合研究所に商号変更、2019年4月1日に現社名に再度商号変更。
保険代理業
- 損保ジャパンパートナーズ

2013年9月1日にジャパン保険サービスから損保ジャパン日本興亜保険サービスに商号変更、2014年9月1日に旧日本興亜損害保険の傘下だったエヌ・ケイ・プランニングを吸収合併。2018年7月にIMSの業務を継承し、2020年4月1日に現社名に商号変更。

## 関連財団
- 公益財団法人SOMPO環境財団（環境） - 2014年9月1日に損保ジャパン環境財団から損保ジャパン日本興亜環境財団に改称。2020年1月1日に現名称に再改称。
- 公益財団法人SOMPO美術財団（美術、SOMPO美術館の運営） - 2014年9月1日に損保ジャパン美術財団から損保ジャパン日本興亜美術財団に改称。2020年4月1日に現名称に再改称。
- 公益財団法人SOMPO福祉財団（福祉） - 2015年4月1日に損保ジャパン記念財団と日本興亜福祉財団が合併し損保ジャパン日本興亜福祉財団が発足。2020年4月1日に現名称に改称。
- 一般財団法人SOMPOスマイルキッズ（次世代育成、認定保育園の運営） - 2020年4月1日に損保ジャパン日本興亜スマイルキッズから改称

## 社会的事業

### 保有株
- UBE (企業)、日揮、クレディセゾン、サンケン電気、オカモト、日本郵船、日立造船、帝国繊維等209社（2022年現在）[69]

### ゴッホの「ひまわり」について

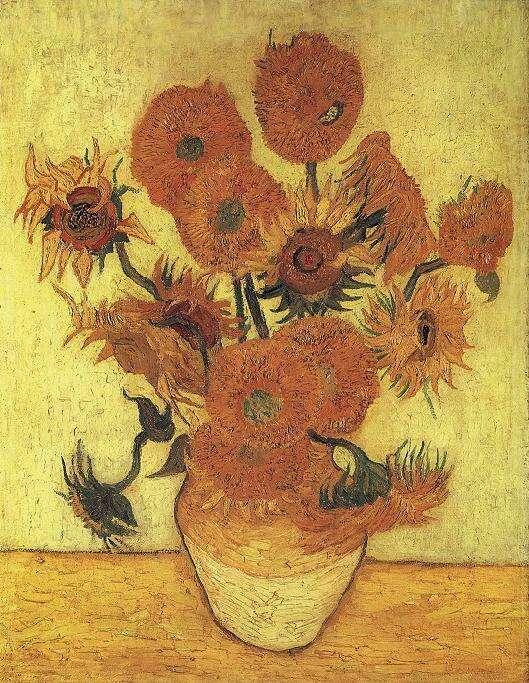
1987年、安田火災（当時）が約58億円で購入し話題となった絵画「ひまわり」

1987年3月30日、当時の安田火災が、イギリス・ロンドンで行われたクリスティーズ主催のオークションで目玉として出品されたゴッホの「ひまわり」を約53億円で落札した。落札された「ひまわり」は、同年7月20日に成田に到着した。貴重な絵画だけに、飛行機の便名や到着時刻などは公表されなかった。そして、東郷青児美術館で10月13日から一般に公開されると、わずか半月で入館者が3万5千人を突破し、それまでの同美術館の年間入館者数（約3万人）を大きく上回る盛況となった。
絵画の価格が約53億円、オークション手数料・保険料なども合わせると約58億円かかったが、大金を使ったことに批判的な意見もあった。まず、あまりにも高額だったので、「ひまわり」を前例に、絵画の国際価格が日本企業のせいで上がってしまったというような批判。そして、金あまり日本を世界にさらすようなものだという批判。さらに、保険会社としての経営に直接関係しない分野への巨額投資が、会社全体の評価に及ぼす影響を懸念する批判、などである。もっとも、この好景気の時代に美術品を高額で購入した日本人・日本企業は多数に上ったものの、それに引き続く景気後退期にそのほぼすべてが元の海外へ流出したのに比べ、この「ひまわり」は現在に至るまで当美術館にて変わらず所有されていることを考慮すれば、それら批判への応分の社会貢献は為されているともいえる。
ゴッホの「ひまわり」は、6点現存する。ゴッホが同じような構図で描いたもので、わかりやすい大きな違いは、壷に活けてあるひまわりの数で、3本と12本、15本の3パターンがある。現在のSOMPO美術館に所蔵されているのは、15本のひまわりバージョンで、大きさも一番大きく縦1メートル、横76センチメートルのもので、もっとも鮮やかな黄色のひまわりと言われている。他美術館所蔵の「ひまわり」と比較して、当館の「ひまわり」は来歴に不明確な点があること、またサインもないため、贋作説もあった。ただし、ファン・ゴッホ美術館の学芸員・保存修復技官らによる調査によれば、他人による加筆の跡はあるものの真作であるとの報告がなされている。

### 社会貢献活動
- 黄色いワッペン贈呈事業（1966年 - ）

1965年にみずほフィナンシャルグループの前身である旧富士銀行によって開始した交通安全事業で、翌年からは当社の前身である安田火災海上保険が安田生命保険（現在の明治安田生命保険）と共に参加。2005年からはみずほフィナンシャルグループ・明治安田生命保険・第一生命保険との4社体制で事業を行っており、現在の損害保険ジャパン（2代目）となった2021年の第57回まで継続実施されている。
- 環境省エコチル調査企業・団体サポーター（2011年 - ）
- 2022年、SOMPO美術館で英国王立キュー・ガーデンと提携したエキジビジョンを開催するとともに[75]、ロシアのウクライナ侵攻に関連してSOMPOホールディングスや公益財団法人SOMPO美術財団と連名で国連機関や日本赤十字などに人道支援目的の寄付[76]。

### 現在の提供番組
テレビ
- 大王製紙エリエールレディスオープン（西日本放送制作・日本テレビ系列、日本興亜損保時代から提供）
- 笑点（日本テレビ系列）
- 報道ステーション（テレビ朝日系列）

ラジオ
- Sompo Japan presents MORNING CRUISIN'（bayfm）（日本興亜損保時代から提供）

### 過去の提供番組
テレビ
- メントレG（フジテレビ系列）
- 土曜プレミアム（フジテレビ系列、2007年10月 - 2009年3月）※ヤクルトから引き継いだ
- クイズ!ヘキサゴンII（フジテレビ系列）
- ホンマでっか!?TV（フジテレビ系列、2021年4月 - 2022年9月）
- 日曜洋画劇場（テレビ朝日系列）
- JNN報道特集（TBS系列、提供表示は日産火災）
- 100人の20世紀（テレビ朝日系列、提供表示は安田火災）
- 真相報道 バンキシャ!（日本テレビ系列）
- クイズ地球の歩き方（朝日放送制作・テレビ朝日系列、提供表示は日産火災）
- 木曜時代劇（テレビ朝日系列、提供表示は日本火災）
- 関口宏のサンデーモーニング（TBS系列、提供表示は興亜火災）
- NNNきょうの出来事（日本テレビ系列、提供表示は興亜火災）
- 日経スペシャル ガイアの夜明け（テレビ東京系列）

ラジオ
- JFN系列時報（13:00-16:00）、月～金12:59、13:59、14:59、15:59
- Eco Action World（TOKYO FM・JFN系列）

## イメージキャラクター
- 桑田佳祐 - 2021年4月現在の損保ジャパンイメージキャラクター
- 高橋一生 - 2021年10月より起用[77]
- 藤田ニコル - 2022年6月より医療保険「入院パスポート」のイメージキャラクターとして起用[78]
- 菅田将暉 - 2023年4月より起用

### 過去のイメージキャラクター
- あばれる君 - 2021年11月より医療保険「入院パスポート」のイメージキャラクターとして起用[79]
- 藤原竜也 - 損保ジャパン日本興亜時代のCM起用。
- 黒木華 - 損保ジャパン日本興亜時代のCM起用。
- 松重豊 - 損保ジャパン日本興亜時代のCM起用。2019年9月まではひまわり生命のCMにも出演した。
- 関ジャニ∞ - 2014年9月から放送の関ジャニ∞登場の第2弾コマーシャルでは本社ビル前のシーンが登場する
- ベッキー - ひまわり生命に関ジャニ∞と共に出演していたが、ベッキー自身の不祥事により降板
- 役所広司 - 前身の安田火災時代のCM起用（現在は競合他社のCMに出演）
- 川口能活 - 前身の日産火災時代のCM起用
- ケイン・コスギ - 前身の損保ジャパン時代のCM起用
- 上戸彩 - 前身の損保ジャパン時代のCM起用
- 新垣結衣 - 前身の損保ジャパン時代のCM起用
- 段田安則 - 前身の日本火災時代のCM起用
- 関口宏 - 前身の興亜火災時代のCM起用
- 石原軍団 - 前身の日本興亜損保時代のCM起用
- 榮倉奈々 - 前身の日本興亜損保時代のCM起用